# Panzeria mira
Panzeria mira là một loài ruồi trong họ Tachinidae.